# Big Star

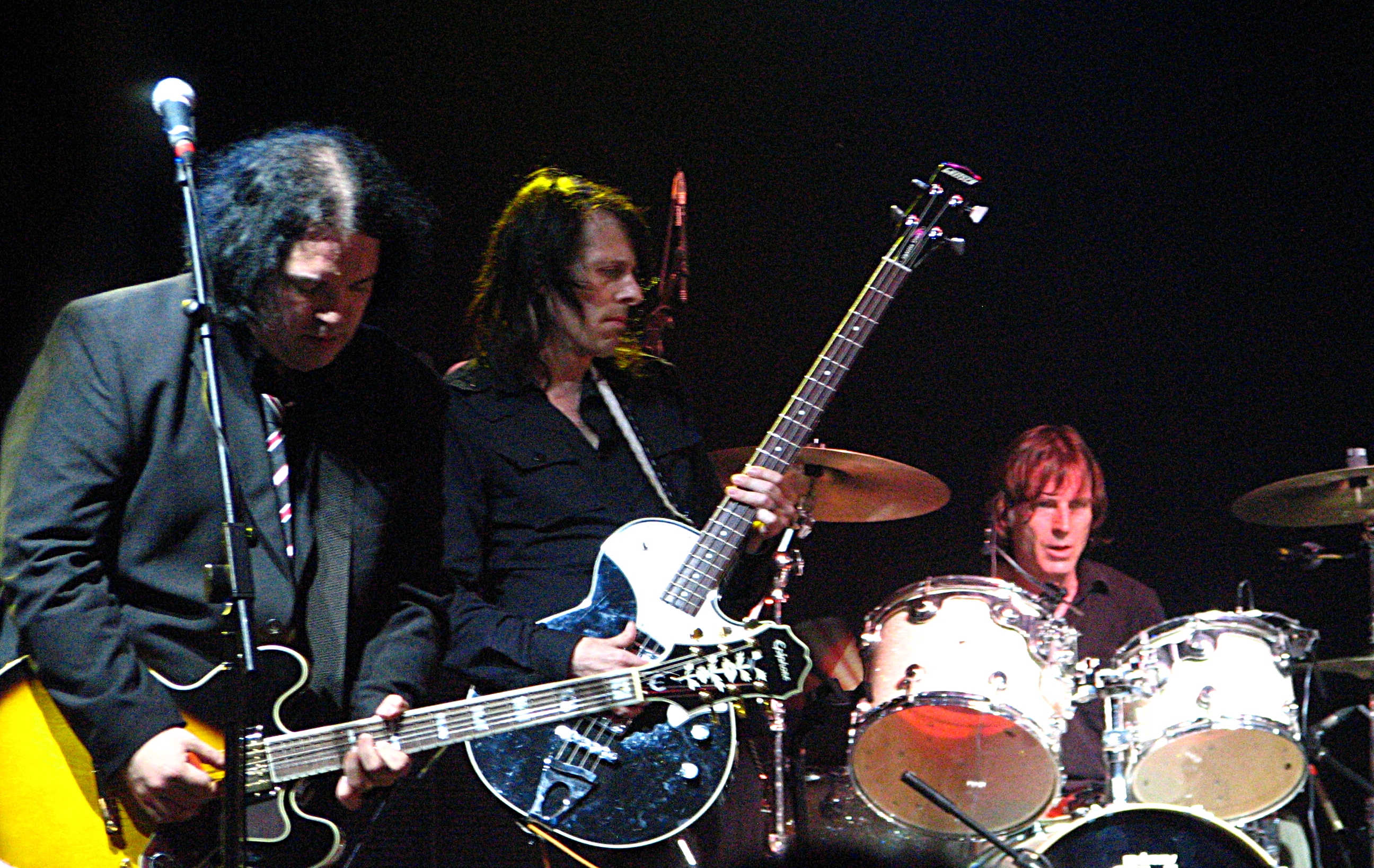
Big Star in 2009

Big Star was een Amerikaanse rockband uit Memphis.
De band bestond van 1971 tot 1974 en kende een revival tussen 1993 en 2010. In de eerste periode bestond de band uit Alex Chilton, Chris Bell, Jody Stephens en Andy Hummel. De eerste twee albums werden zeer lovend ontvangen maar werden vanwege problemen bij de platenmaatschappij geen commercieel succes. Nadat ook het succes met het derde album uitbleef ging de groep uit elkaar.
De muziek van de band bleef veelgeprezen en met name REM haalde de band aan als belangrijke invloedsbron. In 1993 werd de band nieuw leven ingeblazen en de bezetting bestond naast Chilton en Stephens uit nieuwelingen Jon Auer en bassist Ken Stringfellow die beiden ook in The Posies bleven spelen. In 2005 verscheen een nieuw album. Chilton overleed op 17 maart 2010 en daarna werd er met verschillende muzikanten, waaronder oud-bandlid Hummel, een tweetal tribute concerten gegeven. Aan de tweede kon Hummel wegens ziekte niet meer meedoen en hij overleed op 19 juli 2010. Hierna maakte Stephens, als enige overgebleven origineel bandlid, bekend dat de band niet meer zou optreden.
Big Star werd in 2014 opgenomen in de Memphis Music Hall of Fame.

## Discografie

### Albums
- #1 Record (Ardent/Stax, 1972)
- Radio City (Ardent/Stax, 1974)
- Third/Sister Lovers (PVC, 1978)
- In Space (Rykodisc, 2005)

### Livealbums
- Live (Rykodisc, 1992)
- Columbia: Live at Missouri University 4/25/93 (Zoo, 1993)
- Nobody Can Dance (Norton, 1999)
- Live Tribute at the Levitt Shell (Ardent, 2011) – Big Star met John Davis